# ولي أباد (خبريز)
ولي أباد (بالفارسية: ولی‌آباد) هي قرية تقع في إيران في قسم خبریز الريفي. يقدر عدد سكانها بـ 91 نسمة .